# 夏纳
夏纳（Siana），是印度北方邦Bulandshahr县的一个城镇。总人口39033（2001年）。

## 人口
该地2001年总人口39033人，其中男性20550人，女性18483人；0—6岁人口6942人，其中男3654人，女3288人；识字率53.16%，其中男性为62.54%，女性为42.73%。